# Giovanni Matteo Asola
Giovanni Matteo (o Gianmatteo) Asola (Verona, 1524 – Venezia, 1º ottobre 1609) è stato un compositore e maestro di cappella italiano.

## Biografia
Allievo di Vincenzo Ruffo nel duomo della città natale, fu maestro di cappella nelle cattedrali di Treviso (1577 - 1578) e Vicenza (1578 - 1582). Di seguito fu a Venezia come cappellano della chiesa di San Severo, dove conobbe Gioseffo Zarlino, per poi tornare a Verona dove fu maestro di cappella nella Cattedrale (1590 - 1591). Dal 1591 fu nuovamente a Venezia a San Severo dove trascorrerà il resto della sua vita fino alla morte che lo colse il 1º ottobre 1609. Fu sepolto nella chiesa di San Lorenzo da cui San Severo dipendeva.

## Le opere
La produzione di Giovanni Matteo Asola si concentra essenzialmente nell'ambito della musica sacra.

### Introiti
- Introitus et Alleluia Missarum omnium maiorum Solemnitatum totius anni. Musica super cantu plano cum quatuor vocibus, Venezia: Rampazetto, 1565.
- Introitus Missarum omnium maiorum Solemnitatum totius anni, & Alleluia, ac musica super cantu piano. Olim... editi. Nunc vero, ne perierent, a ven. P. F. Vigilio Tarsia Brixien. Minoritan. Observ. Vicario, ac Chori Moderatore D. Ioseph Brixiae, iterum typis impressorum demandati... Quatuor vocum, Brescia, Bozzola, 1583.
- Introitus in Dominicis diebus et Asperges me, Vidi aquam. Musica super cantu plano restituto quatuor vocum, Venezia, Amadino, 1598
- In omnibus totius anni Solemnitatibus, Introitus et Alleluia ad Missalis Romani formam ordinati. Musica super cantu plano restituto quatuor vocum, Venezia, Amadino, 1598.

### Messe a tre voci
- Missae duo decemque sacrae laudes tribus vocibus concinendae, Venezia, Amadino, 1588 (Secunda Impressio).
- Missa Defunctorum tribus vocibus... nuper edita, s.l. né d. (secondo Fétis: Venezia, Vincenti & Amadino, 1588).

### Messe a quattro voci
- Le Messe a quattro voci pari... composte sopra li otto toni della musica, insieme con dui altre, l'una de S. Maria a voce piena, l'altra pro Defunctis, divise in dui libri, delle quali, cinque sono nel presente primo lib. le rimanenti saranno nel secondo... Libro primo, Venezia, figliuoli di Ant. Gardano, 1574.
- Il Secondo Libro delle Messe a quattro voci pari... composte sopra li toni rimanenti al Primo Libro insieme con una Messa pro Defunctis accomodata per cantar à dui Chori (si placet), novamente ristampate, Venezia, Gardano, 1580.
- Missae octo compositae tonis cum IV vocibus. Liber Primus, Venezia, Vincenti & Amadino, 1586.
- Secundus Liber in quo reliquae Missae octonis compositae tonis, videlicet quinti, sexti, septimi, et octavi continentur. Ad facilitatem, brevitatem, mentemque Sanctorum Tridentini Concilij Patrum accommodatae, Venezia, Ang. Gardano, 1581.
- Missa pro Defunctis a quattro voci pari... Si vis etiam alterum canere Chorum in secundo volumine quaerito, Venezia, Gardano, 1576.

### Messe a cinque voci
- Missae tres ad voces quinque quorum nomina sunt Dum complerentur, Reveillez, Standomi un giorno. Liber Primus, Venezia, figli di Ant. Gardano, 1570.
- Missae quatuor ad voces quinque, Venezia, Vincenti, 1588 (riedizione dell'opera precedente con l'aggiunta della Missa Plurimarum cantionum)
- Missae tres, totidemque sacrae laudes, quinis vocibus. Liber Secundus, Venezia, Amadino, 1591.

### Messe a sei voci
- Missae tres senis vocibus decantandae, quarum nomina sunt Primi Toni, Andreas Christi famulus, Escoutez. Liber Secundus, Venezia, figli di Ant. Gardano, 1570.
- Missae tres sacraque ex canticis canticorum cantio senis vocibus, Venezia, Amadino, 1591.
- Missae tres, quattuorque sacrae cantiones VI voc. Liber Tertius, Venezia, Amadino, 1602.

### Messe a otto voci
- Missae tres octonis vocibus. Liber Primus, Venezia, Amadino, 1588.
- Liber Secundus Missas tres, duasque sacras cantiones continens octonis vocibus, Venezia, Amadino, 1588.

### Mottetti
- Divinae Dei laudes binis vocibus concinendae,  Venezia, Amadino, 1602, Amadino (Fétis: prima ediz. Venezia, Gardano, 1588).
- Sacrae cantiones in totius anni solemnitatibus paribus quaternis vocibus decantandae, Venezia, Amadino, 1587.
- Sacrosanctae Dei laudes octonis vocibus infractis decantandae, Venezia, Amadino, 1600 (con la parte di Basso continuo: Gli bassi delli Mottetti a Otto Voci. uniti insieme et stampati per commodità delli Organisti).

### Salmi di terza
- Psalmi ad Tertiam secundum usum S. Romanae Ecclesiae cum Hymno Te Deum laudamus. Chorus Primus; Quatuor Vocibus... Extat etiam Chorus secundus ad pares voces canendus, Venezia, Amadino, 1586.

### Vespri a cinque voci
- Sacra omnium Solemnitatum psalmodia vespertina V vocibus, Venezia, Amadino, 1592.

### Vespri a otto voci
- Psalmodia ad Vespertinas omnium Solemnitatum horas octonis vocibus infractis decantanda: canticaque duo B. Virginis Mariae, unum primi toni integrum, alterum quinti toni in versiculos divisum, Venezia, eredi di G. Scotto, 1574 (secondo Caffi: 1576).
- Vespertina omnium Solemnitatum Psalmodia, iuxta Decreturn Sacrosancti Tridentini Concilij, duoque B. Virginis cantica, primi toni. Cum quatuor vocibus. Primus Chorus. Extat etiam Secundus Chorus, ad pares voces concinendus, Venezia, Gardano, 1578.
- Secundus Chorus vespertinae omnium Solemnitatum psalmodiae... vocibus paribus quatuor concinendus, Venezia, Gardano, 1578.
- Nova vespertina omnium Solemnitatum psalmodia, cum cantico Beatae Virginis. Octonis vocibus, Venezia, Amadino, 1587 (con Basso continuo edito nel 1604).

### Vespri a dodici voci
- Vespertina omnium Solemnitatum psalmodia, Canticum B. Virginis duplici modulatione primi videlicet, & octavi toni. Salve Reffina, Missa et quinque divinae laudes. Omnia duodenis vocibus, terms varzata choris, ac omni instrumentorum genere modulanda, Venezia 1590, Amadino.

### Inni
- Hymni ad vespertinas omnium solemnitatum horas decantandi ad Breviarii cantique plani formam restituti. Pars Prima ab Adventu usque ad Festum SS. Trinitatis quatuor vocibus, Venezia 1585, Vincenti & Amadino
- Secunda Pars Himnorum Vespertinis omnium solemnitatum horis desarvientium: a festo Sanctissimae Trinitatis usaue ad Adventum. Accedunt etiam hi qui in Commune Sanctorum concinuntur. Quatuor vocibus, Venezia, 1585, Vincenti & Amadino
- Hymnodia Vespertina in maioribus anni solemnitatibus VIII voc., Venezia, 1602, Amadino (con Basso continuo: Organicus Hymnodiae Vespertinae 8 voc.).

### Compieta a tre voci
- Completorium romanum, primus et secundus chorus. Alma Redemptoris, Ave Regina coelorum, omnia ternis vocibus, Venezia 1598, Amadino; l'Indice del Vincenti del 1591 ricorda anche una Compieta a quattro.

### Compieta a sei voci
- Completorium per totum annum quatuorque illae B. Virginis Antiphonae, quae in fine pro anni tempore secundum Romanam Curiam decantantur. Cum sex vocibus, Venezia 1573, eredi di G. Scotto.

### Compieta a otto voci
- Completorium Romanum Duae B. Virginis Antiphonae, scilicet Salve Regina, & Regina Coeli. Quatuorque alia motetta. Musica octonis vocibus infractis decantanda, Venezia 1575, eredi di G. Scotto
- Duplex Completorium Romanum, unum communibus, alterum vero paribus vocibus decantandum, quibus etiam adiunximus quatuor illas Antiphonas quae pro temporum varietate in fine Officii ad honorem B. Virginis modulantur. Chorus Primus cum quatuor vocibus, Venezia 1583, Vincenti & Arnadino
- Secundus Chorus duplicis Completorii Romani, quorum primum paribus, alterum vero communibus decantatur vocibus. Quatuorque illae B. Virginis Antiphonae quae pro temporum varietate in fine officii dicuntur. Paribus vocibus, Venezia, 1587, Amadino.

### Compieta a dodici voci
- Completorium Romanum beataeque Virginìs Mariae laudes XII vocibus, Venezia 1599, Amadino.

### Falsi bordoni
- Falsi Bordoni per cantar Salmi, in quatro ordini divisi, sopra gli Otto Tuoni Ecclesiastici... & alcuni di M. Vincenzo Ruffo. Et anco per cantar gli Hymni secondo il suo canto fermo. A quatro voci, Venezia 1575, figliuoli di Ant. Gardano
- Falsi Bordoni per cantar Salmi in quatro ordini divisi, sopra gli tuoni ecclesiastici, et anco per cantar lì Inni secondo il suo Canto fermo, in miglior forma ampliati, & ristampati. Aggiontovi ancora il modo di cantar Letanie communi, & della B. Vergine, Et Lauda Sion Salvatorem, per cantar nelle processioni del Santissimo Sacramento, con alcuni versi a choro spezzato. A quatro voci, Venezia 1587, Vincenti).

### Ufficio della Settimana Santa
- Prima pars musices continens Officium Haebdomadae Sanctae, videlicet Benedictionen: Palmarum, & alia Missarum: Solemnia, quas Sancta Romana observat Ecclesia. Cum quatuor vocibus, Venezia 1583, Gardano
- In Passionibus Quatuor Evangelistarum Christi locutio, cum tribus vocibus, Venezia 1583, Gardano
- Secunda pars continens Officium Hebdomadae Sanctae, idest Lamentationes, Responsoria, et alia quae in officiis matutinalibus, ac in processione Feriae sextae concinuntur. Cum quatuor vocibus, Venezia, 1584, Gardano
- Cantus (Altus, Tenor, Bassus) Secundi Chori, quibusdani respondens Cantilenis, quae in secunda parte musices Maioris Hebdomadae concinuntur, videlicet Cantico Benedictus Dominus Deus Israel, et Psalmo Miserere mei Deus, atque versiculis Heu heu Domine, in Processione Feriae sextae concinendis, Venezia, 1584, Gardano
- Officium Maioris Hebdomadae, videlicet Benedictio Palmarum, atque Missarum solemnia: et quae in quatuor Evangelistarum passiones concinuntur. Quatuor paribus decantanda vocibus. Et in eisdem Passionibus, Christi locutio, ternis vocibus, Venezia, 1595, Amadino;
- Li Passii delli quattro Evangelisti a 3, Venezia 1595, Amadino
- Lamentationes, Improperia et aliae sacrae laudes, in hebdomada maiori decantandae. Tribus vocibus, Venezia, 1588, Amadino
- Lamentationes Ièremiae Prophetae... nec non & Zachariae canticum B. V. Mariae Planctus senis vocibus, Venezia, 1602, Amadino
- Offizio della Settimana Santa a 3, Venezia 1595, Amadino.

### Ufficio dei Defunti
- Officium Defunctorum, quatuor vocibus, Venezia 1588, Vincenti
- Officium Psalmi et Missa Defunctorum addito Cantico Zachariae, ibidem 1621, Magni.

### Madrigali
- Madrigali a due voci accommodati da cantar in fuga diversamente sopra una parte sola... novamente ristampati & corretti, Venezia 1587, Vincenti
- Le Vergini a tre voci, Libro Primo Venezia 1571, figli di Ant. Gardano; Le Vergini a tre voci, Libro Secondo, Venezia 1587, Vincenti
- Madrigali a sei voci, Venezia 1605, Amadino; l'Indice del Gardano 1591 elenca anche Madrigali Spirituali a 5.

### Altro
- Canto fermo sopra Messe, Hinni, et altre cose ecclesiastiche appartenenti à Sonatori d'Organo, per giustamente rispondere al Choro... nuovamente stampato, Venezia 1592, Vincenti